# Thecocodium
Thecocodium is een geslacht van neteldieren uit de familie van de Ptilocodiidae.

## Soorten
- Thecocodium brieni Bouillon, 1967
- Thecocodium penicillatum Jarms, 1987
- Thecocodium perradialis (Xu, Huang & Du, 2012)
- Thecocodium quadratum (Werner, 1965)